# Østbirk Kirke
Østbirk Kirke ligger 15 kilometer sydvest for Skanderborg i Voer Herred i det tidligere Skanderborg Amt i Østjylland.
Østbirk Kirke hørte i middelalderen under Voer Kloster, men præges af tilhørsforholdet til slægten Skram på Urup.
Kirken menes opført omkring år 1200. Skibet stammer fra en romansk kirke af rå kamp og frådsten uden tydelig sokkel. Tårnet og den søndre korsarm er opført i sengotisk tid. Oprindeligt opførtes også en korsarm mod nord. Den nordre korsarm blev indrettet som gravkapel for Peder Skram og hustruen Elsebe Krabbe. I 1856 nedrev man den nordre korsarm og flyttede gravkapellet til den søndre korsarm. Den søndre korsarms gavl er prydet med cirkelblændinger over savskifte.
I renæssancen blev det oprindelige kor erstattet med det nuværende langhuskor, og samtidig opførtes våbenhuset. Byggematerialerne til denne ombygning stammer fra den nedrevne Vrold Kirke og blev skænket af Frederik 2. til Niels Skram. Tårnets øvre del blev ombygget i 1789, da det fik pyramidespir.
På kirkedørens udvendige side ses to trærelieffer, et løvehoved af Mogens Bøggild og et lam af Hjalte Skovgaard - begge udført i 1949. På kirkegården ses en mindesten over Peder Skram og Elsebe Krabbe. Stenen er tegnet af Otto Evens og blev afsløret i 1886.
Skibet fik indbygget krydshvælv i slutningen af 1400-tallet. Den trefløjede altertavle med figurer er fra sengotisk tid, i midterskabet ses Nådestolen flankeret af Maria og en biskophelgen, i fløjene ses apostle og fire helgener. Når fløjene lukkes ser man otte malerier med motiver fra Passionen, denne stand er beregnet forfastetiden mellem fastelavn og Påske. Når yderfløjene lukkes ses malerier med otte helgener, Clara, Martin, Margareta og Katarina på nordfløjen, Erasmus, Gertrud, Barbara og Elisabeth på sydfløjen, denne stand vises på allehelgens søndag. Altertavlen stod i Ring Klosterkirke til 1582, ifølge en indskrift, som nu er forsvundet, skulle den være udført omkring 1480 i priorinde Dorothea Lauridsdatters tid af maleren Vilhelm. Alterbordets forside er vævet i 2001 af Ingrid Koch-Larsen. Prædikestolen fra 1590'erne er muligvis udført af Mikkel van Groningen, der også har udført prædikestolen i Århus Domkirke. Over døbefonten hænger en fontehimmel fra omkring 1700 skænket af familien Gyldenkrone, der ejede Urup 1680-1720, på fontehimlen ses adelsvåben.
I skibet har man i 1995 afdækket og restaureret kalkmalerier fra begyndelsen af 1500-tallet. Her ses en fremstilling af Den hellige Antonius samt våben for Christen Skram (død efter 1512) og hans hustru Anne Reventlow, i hvælvet ses årstallet 1656, der formodentlig daterer en restaurering. I gravkapellet ses forsiden af et herskabspulpitur fra 1775 med allegoriske malerier. Gravkapellets smedejernsgitter er fra 1768, i gravkapellet er opstillet sarkofager med medlemmer af familien Grabow, kisterne fra nordre korsarm med familien Skram blev nedsat på kirkegården i 1856 under en gravsten af billedhugger Evens.
- Kirkerummet
- Granitdøbefonten med udskåren himmel
- Granitdøbefonten med løvemotiver
- Mindesten over Peder Skram og Elsebe Krabbe

- Kirkens orgel
- Gravkapel

## Eksterne kilder og henvisninger
- Wikimedia Commons har flere filer relateret til Østbirk Kirke
- Nordens kirker Arkiveret 7. oktober 2007 hos  Wayback Machine af Hideko Bondesen
- Østbirk Kirke hos KortTilKirken.dk
- Østbirk Kirke hos danmarkskirker.natmus.dk (Danmarks Kirker, Nationalmuseet)
- Vrold Kirke hos danmarkskirker.natmus.dk (Danmarks Kirker, Nationalmuseet)